# Масстарт

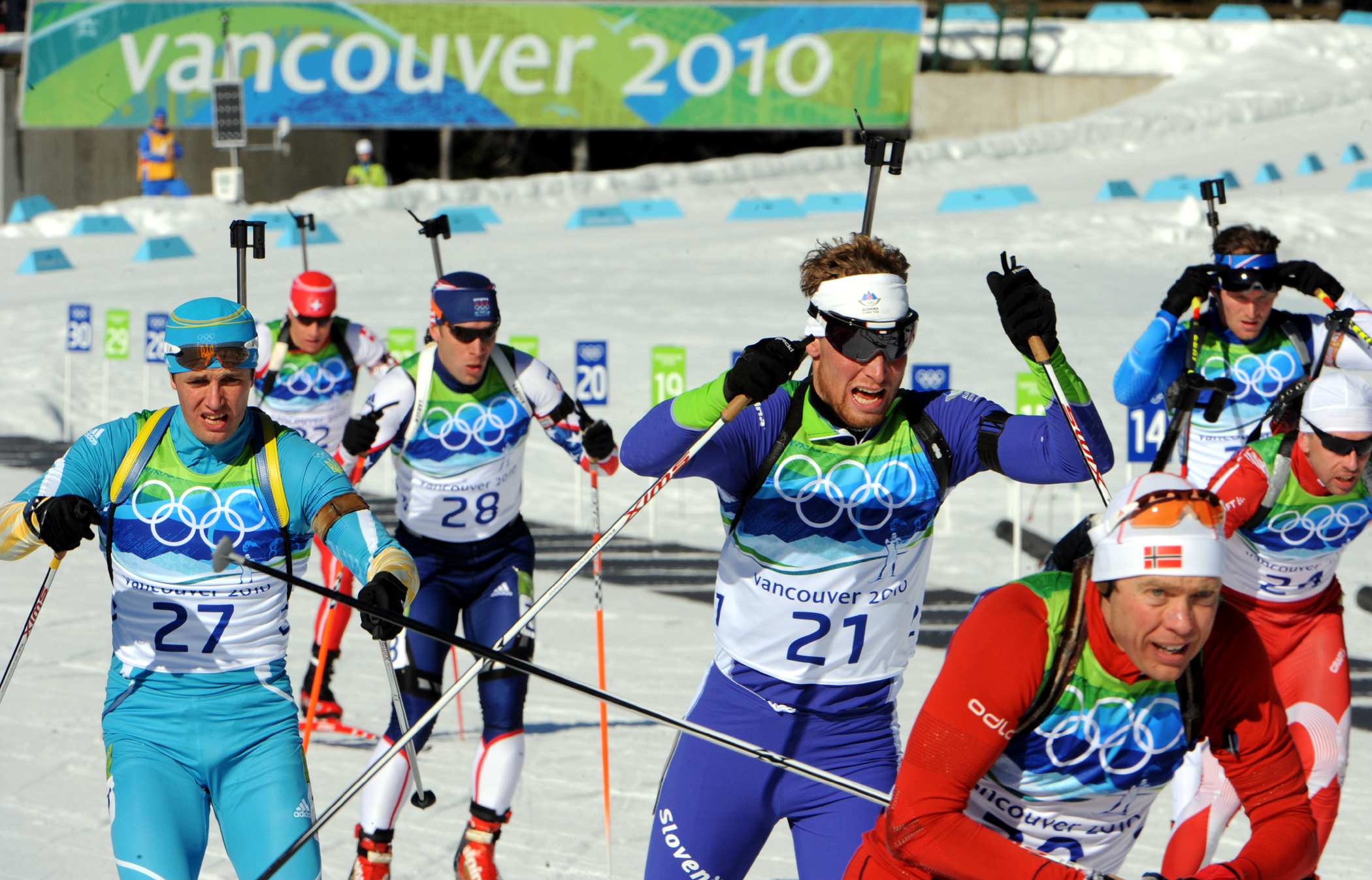
Сергій Седнєв (ліворуч) під час масстарту

Масстарт — дисципліна, що входить до біатлонної програми з 1997 року. На зимових Олімпійських іграх масстарти вперше були проведені 2006 року. Першим олімпійським чемпіоном в масстарті став німецький біатлоніст Міхаель Грайс, а першою олімпійською чемпіонкою — шведська біатлоністка Анна-Карін Улофсон-Зідек. До програми Чемпіонатів світу гонка із спільного старту була включена 1999 року. Першим чемпіоном світу в цьому виді змагань став німецький біатлоніст Свен Фішер, а першою чемпіонкою світу — українська біатлоністка Олена Зубрилова. На етапах Кубка світу масстарт вперше був проведений на останньому восьмому етапі сезону 1996–1997 в Новосибірську. Цю гонку тоді виграли австрійський біатлоніст Вольфганг Пернер и російська біатлоністка Анна Спрунг.
Масстарт — найконтактніша дисципліна в сучасному біатлоні. Як випливає із назви, всі учасники гонки стартують одночасно та змагаються в «режимі реального часу», тобто боротьба на дистанції повністю відповідає реальному положенню спортсменів.
Гонка з масовим стартом проводиться не так вже й часто — на трьох-чотирьох етапах Кубка світу, а також на Чемпіонаті світу. Це можна пояснити тим, що масстарт є елітною дисципліною, в якій беруть участь лідери загального заліку.
Дистанція гонки становить 15 км для чоловіків та 12,5 км для жінок. Масстарт нараховує п'ять кіл та чотири вогневих рубежі: спершу спортсмени двічі стріляють лежачи, а потім двічі - стоячи. Допустивши промах, біатлоніст вирушає на штрафне коло завдовжки 150 метрів. Зазвичай гонка з масовим стартом триває до 40 хвилин.
Масстарт — особливий вид програми, в якому беруть участь тільки елітні спортсмени. До сезону 2010–2011 в гонках із масовим стартом стартували 30 лідерів загального заліку, проте регламент змагань зазнав змін: тепер право стартувати у відповідній гонці отримують 25 лідерів загального заліку, а також 5 спортсменів, які найкраще виступили на конкретному етапі.